# Łehenda-SzWSM Czernihów
Łehenda-SzWSM Czernihów (ukr. Жіночий футбольний клуб «Легенда-ШВСМ» Чернігів, Żinoczyj Futbolnyj Kłub "Łehenda-SzWSM" Czernihiw) – ukraiński kobiecy klub piłkarski z siedzibą w Czernihowie.

## Historia
Chronologia nazw:
- 1987-1989: Polissia Czernihów (ukr. СК «Полісся» Чернігів)
- 1990-1994: Łehenda Czernihów (ukr. «Легенда» Чернігів)
- 1995-2007: Łehenda-Czeksył Czernihów (ukr. «Легенда-Чексил» Чернігів)
- 2008: Łehenda Czernihów (ukr. «Легенда» Чернігів)
- 2009-...: Łehenda-SzWSM Czernihów (ukr. «Легенда-ШВСМ» Чернігів)

Kobieca drużyna piłkarska Polissia Czernihów została założona w Czernihowie w 1987 z inicjatywy Mychajła Juszczenki oraz kierownictwa Komwolno-Sukolnego Kombinatu. Na początku kwietnia 1988 zespół rozegrał pierwszy mecz z drużyną Instytutu Pedagogicznego. W 1990 klub pod nazwą Łehenda Czernihów debiutował w Wysszej Lidze ZSRR, w której zajął najpierw 7 miejsce w 1 grupie, a potem w meczu o 13 miejsce wygrał 3:1 z klubem Codru Kiszyniów. W następnym sezonie 1991 klub zajął 6 miejsce w 1 grupie. Również debiutował w rozgrywkach Pucharu ZSRR, w których doszedł do ćwierćfinału. W 1992 klub debiutował w Wyszczej Lidze Ukrainy, w której zdobył brązowe medale Mistrzostw Ukrainy. W rozgrywkach Pucharu Ukrainy odpadł w ćwierćfinale. W następnym sezonie 1993 klub był czwartym. Klub miał problemy finansowe i w 1995 prezesem został Wołodymyr Maherramow, który przyciągnął w klub sponsorów. Klub zmienił nazwę Łehenda-Czeksył Czernihów dołączając nazwę głównego sponsora - zakład "Czeksył" w Czernihowie. Dopiero w 1999 przyszedł pierwszy sukces. W rozgrywkach Pucharu Ukrainy w finale przegrał z Donczanką Donieck. W następnym sezonie 2000 klub zdobył mistrzostwo, które utrzymywał kolejne 3 lata. W sezonie 2001/02 klub reprezentował Ukrainę w rozgrywkach Ligi Mistrzów. W 2002 zdobył pierwszy Puchar Ukrainy. Od 2009 roku klub występuje pod nazwą Łehenda-SzWSM Czernihów (ukr. ШВСМ-Школа вищої спортивної майстерності, Szkoła Wyszczoji Sportywnoji Majsternosti).

## Sukcesy
- Ligi Mistrzów:

I faza grupowa: 2001/02, 2003/04
II faza grupowa: 2006/07
- Wysszaja Liga ZSRR:

13 miejsce: 1990
- Wyszcza Liha:

mistrz: 2000, 2001, 2002, 2005, 2009
wicemistrz: 2003, 2004, 2006, 2008
3 miejsce: 1992, 2007
- Puchar Ukrainy:

zdobywca: 2002, 2009
finalista: 1999, 2003, 2006, 2007, 2008